# Yapola
Le Yapola est un cours d'eau indien d'une longueur de 55 km qui coule dans le territoire du Ladakh. Il est un affluent en rive gauche de l'Indus.